# UFC on Fox: Johnson vs. Moraga
UFC on Fox: Johnson vs. Moraga è stato un evento di arti marziali miste organizzato dalla Ultimate Fighting Championship che si è tenuto il 27 luglio 2013 alla KeyArena di Seattle, Stati Uniti.

## Retroscena
Il main event fu la sfida per il titolo dei Pesi Mosca tra il campione Demetrious Johnson e lo sfidante John Moraga: tale match avrebbe dovuto svolgersi in aprile con l'evento The Ultimate Fighter 17 Finale ma in quel frangente Johnson diede forfait causa infortunio.

## Risultati
|                                                   | Divisione                |                        |                 |                  | Metodo                                      | Round           | Tempo           | Premio          |
| Card principale                                   | Card principale          | Card principale        | Card principale | Card principale  | Card principale                             | Card principale | Card principale | Card principale |
| ------------------------------------------------- | ------------------------ | ---------------------- | --------------- | ---------------- | ------------------------------------------- | --------------- | --------------- | --------------- |
| Sfida valida per il titolo di campione indiscusso | Pesi Mosca               | Demetrious Johnson (c) | batte           | John Moraga      | Sottomissione (armbar)                      | 5               | 3:43            | SOTN            |
|                                                   | Pesi Welter              | Rory MacDonald         | batte           | Jake Ellenberger | Decisione unanime (30-27, 29-28, 30-27)     | 3               | 5:00            |                 |
|                                                   | Pesi Welter              | Robbie Lawler          | batte           | Bobby Voelker    | KO (calcio alla testa e pugni)              | 2               | 0:24            |                 |
|                                                   | Pesi Gallo Femmine       | Liz Carmouche          | batte           | Jéssica Andrade  | KO Tecnico (pugni e gomitate)               | 2               | 3:57            |                 |
| Card preliminare                                  |                          |                        |                 |                  |                                             |                 |                 |                 |
|                                                   | Pesi Leggeri             | Jorge Masvidal         | batte           | Michael Chiesa   | Sottomissione (d'arce choke)                | 2               | 4:59            |                 |
|                                                   | Catchweight (160 libbre) | Danny Castillo         | batte           | Tim Means        | Decisione unanime (29-28, 29-28, 29-28)     | 3               | 5:00            |                 |
|                                                   | Pesi Leggeri             | Melvin Guillard        | batte           | Mac Danzig       | KO (pugni)                                  | 2               | 2:47            | KOTN            |
|                                                   | Pesi Leggeri             | Daron Cruickshank      | batte           | Yves Edwards     | Decisione non unanime (30-27, 27-30, 30-27) | 3               | 5:00            |                 |
|                                                   | Pesi Medi                | Ed Herman              | batte           | Trevor Smith     | Decisione non unanime (30-27, 27-30, 29-28) | 3               | 5:00            | FOTN            |
|                                                   | Pesi Gallo Femmine       | Germaine de Randamie   | batte           | Julie Kedzie     | Decisione non unanime (30-27, 28-29, 29-28) | 3               | 5:00            |                 |
|                                                   | Pesi Leggeri             | Justin Salas           | batte           | Aaron Riley      | Decisione non unanime (29-28, 28-29, 29-28) | 3               | 5:00            |                 |
|                                                   | Catchweight (137 libbre) | Yaotzin Meza           | batte           | John Albert      | Sottomissione (rear naked choke)            | 2               | 2:49            |                 |

## Premi
I lottatori premiati ricevettero un bonus di 50.000 dollari.
Legenda:
- FOTN: Fight of the Night (vengono premiati entrambi gli atleti per il miglior incontro dell'evento)
- KOTN: Knockout of the Night (viene premiato il vincitore per la migliore vittoria tramite KO dell'evento)
- SOTN: Submission of the Night (viene premiato il vincitore per la migliore vittoria tramite sottomissione dell'evento)

## Incontri annullati
|  | Divisione          |                |        |                   | Motivo                                                                          |
|  | ------------------ | -------------- | ------ | ----------------- | ------------------------------------------------------------------------------- |
|  | Pesi Leggeri       | Michael Chiesa | contro | Reza Madadi       | Madadi ebbe problemi con il visto d'ingresso                                    |
|  | Pesi Gallo Femmine | Liz Carmouche  | contro | Miesha Tate       | Tate venne chiamata a sostituire Cat Zingano come coach de The Ultimate Fighter |
|  | Pesi Welter        | Robbie Lawler  | contro | Tarec Saffiedine  | Saffiedine infortunato                                                          |
|  | Pesi Welter        | Robbie Lawler  | contro | Siyar Bahadurzada | Saffiedine infortunato                                                          |
|  | Pesi Leggeri       | Danny Castillo | contro | Bobby Green       | Green infortunato                                                               |
|  | Pesi Leggeri       | Yves Edwards   | contro | Spencer Fisher    | Fisher infortunato                                                              |
|  | Pesi Massimi       | Matt Mitrione  | contro | Brendan Schaub    | Mitrione infortunato                                                            |